# Hostomice (ort i Tjeckien, Ústí nad Labem)
Hostomice är en köping i Tjeckien.   Den ligger i regionen Ústí nad Labem, i den nordvästra delen av landet, 70 km nordväst om huvudstaden Prag. Hostomice ligger 192 meter över havet och antalet invånare är 1 240.
Terrängen runt Hostomice är kuperad åt sydväst, men åt nordost är den platt.Runt Hostomice är det ganska tätbefolkat, med 65 invånare per kvadratkilometer. Närmaste större samhälle är Ústí nad Labem, 17,8 km nordost om Hostomice. Omgivningarna runt Hostomice är en mosaik av jordbruksmark och naturlig växtlighet.